# João Figueiredo
João Baptista d'Oliveira Figueiredo (Rio de Janeiro, 15 de gener de 1918 — Rio de Janeiro, 24 de desembre de 1999) va ser un militar (general) i polític brasiler. Va ser l'últim president de la dictadura militar que va governar Brasil entre 1964 i 1985. Durant el seu govern, de 1979 a 1985, va promoure la lenta transició del poder polític cap als civils. Era fill del general Euclides Figueiredo, que fou comandant de la Revolució Constitucionalista de 1932 a São Paulo.